# Zjawisko Thomsona
Zjawisko Thomsona – jedno ze zjawisk termoelektrycznych, odkryte w 1856 roku przez Williama Thomsona (lorda Kelvina). Polega na wydzielaniu się lub pochłanianiu ciepła podczas przepływu prądu elektrycznego (tzw. ciepła Thomsona) w jednorodnym przewodniku, w którym istnieje gradient temperatury. Ilość wydzielonego/pochłoniętego ciepła jest proporcjonalna do różnicy temperatury, natężenia prądu i czasu jego przepływu, a także od rodzaju przewodnika.
Zjawisko Thomsona dotyczy jedynie wydzielania i pochłaniania ciepła – nie powoduje wydzielania się sił termoelektrycznych. Jest to zjawisko dotyczące jedynie efektów cieplnych przepływu prądu elektrycznego (niezależnych od ciepła Joule’a-Lentza i o innej naturze).
Współczynnik Thomsona {\displaystyle \tau _{T}} jest zdefiniowany jako:
{\displaystyle \mathrm {\frac {{d}P}{\mathrm {d} x}} =\tau _{T}I{\frac {\mathrm {d} T}{\mathrm {d} x}},}
gdzie:
{\displaystyle \mathrm {d} P} – moc cieplna wydzielająca się na długości {\displaystyle \mathrm {d} x,}
{\displaystyle {\frac {\mathrm {d} T}{\mathrm {d} x}}} – gradient temperatury na długości próbki,
{\displaystyle I} – wartość przepływającego prądu.

## Natura zjawiska Thomsona
Różnica temperatury w materiale prowadzi do wystąpienia gradientu koncentracji nośników i odpowiadającego mu prądu dyfuzji. Ten ostatni prowadzi do powstania rozkładu ładunku przestrzennego. Jeżeli pole od ładunku w objętości jest skierowane przeciwnie niż pole zewnętrzne, to ostatnie wykonuje pracę przeciwko polu wewnętrznemu, co prowadzi do wydzielania dodatkowego ciepła. Jeżeli kierunki obu pól są zgodne, to pole wewnętrzne wspomaga dryft nośników kosztem cieplnej energii sieci, co prowadzi do jej ochłodzenia. Inaczej mówiąc, przyczyną zjawiska Thomsona jest różny stopień zagęszczenia elektronów swobodnych wzdłuż przewodnika, na którego długości występuje gradient temperatury. Zjawisko to wraz ze zjawiskiem Peltiera wykorzystuje się w metrologii wielkości nieelektrycznych do pomiaru temperatury (pomiar siły termoelektryczej w funkcji temperatury).

## Relacja Thomsona
Nazywa się tak relację łączącą ze sobą trzy współczynniki zjawisk termoelektrycznych:
{\displaystyle \pi =ST,}
{\displaystyle \tau _{T}=T{\frac {\mathrm {d} S}{\mathrm {d} T}},}
gdzie:
{\displaystyle \mathrm {d} \tau _{T}} – różnica współczynników Thomsona przewodników, z których jest wykonane spojenie,
{\displaystyle S} – współczynnik Seebecka (względna siła termoelektryczna),
{\displaystyle \pi } – współczynnik Peltiera,
{\displaystyle \mathrm {d} T} – gradient temperatury.